# Vladimír Procházka (poslanec ČNR)
Vladimír Procházka (* 29. května 1936) je bývalý český politik, v 90. letech 20. století poslanec České národní rady a Poslanecké sněmovny za Liberálně sociální unii, pak za Českomoravskou unii středu.

## Biografie
Ve volbách v roce 1992 byl zvolen do České národní rady za koalici Liberálně sociální unie (volební obvod Jihomoravský kraj). Zasedal v hospodářském výboru a byl jeho místopředsedou.
Od vzniku samostatné České republiky v lednu 1993 byla ČNR transformována na Poslaneckou sněmovnu Parlamentu České republiky. Zde setrval do sněmovních voleb v roce 1996. V prosinci 1994 přešel do poslaneckého klubu Českomoravské unie středu. V senátních volbách na podzim 1996 neúspěšně kandidoval do horní komory parlamentu za senátní obvod č. 62 - Prostějov. Kandidoval jako člen ČMUS v rámci aliance Moravskoslezská koalice. Získal ale jen necelých 6 % hlasů a nepostoupil do 2. kola.
V komunálních volbách v roce 1994 a opětovně v komunálních volbách v roce 1998 a komunálních volbách v roce 2002 byl zvolen do zastupitelstva obce Lešany jako bezpartijní. Neúspěšně do tamního zastupitelstva kandidoval i v komunálních volbách v roce 2006. Profesně je uváděn jako důchodce.